# Paola Lombroso Carrara
(Ada Negri, recensione)
Paola Marzola Lombroso coniugata Carrara (Pavia, 14 marzo 1871 – Torino, 23 gennaio 1954) è stata una giornalista, scrittrice e pedagogista italiana, ideatrice del Corriere dei piccoli.

## Infanzia e gioventù

Gina e Paola Lombroso con i genitori Nina e Cesare

Nacque da Cesare Lombroso e da Nina De Benedetti, entrambi di origine ebraica, a Pavia, nella cui Università il padre aveva studiato medicina e dove, tra il 1863 e il 1876, era stato docente di Antropologia e Clinica delle malattie nervose e mentali e di Antropologia, Igiene pubblica e Medicina legale. Era la prima dei cinque figli della coppia: dopo di lei nasceranno Gina, nel 1872, Arnaldo, nel 1874, Leo, nel 1876, e Ugo, nel 1877. Nel 1876 la famiglia si trasferisce a Torino.
Viene indirizzata agli studi classici verso i quali manifesta spiccato interesse, tuttavia la sua carriera scolastica - secondo la testimonianza della sorella Gina - è assai accidentata e alterna periodi di frequenza della scuola a periodi in cui si avvale di insegnanti privati.
Gli studi liceali vengono comunque abbandonati prima del diploma e dunque Paola, a differenza della sorella, non si iscriverà all'università. Per incoraggiamento dei familiari e dell'ambiente intellettuale del quale i Lombroso erano parte, iniziò ben presto a collaborare, insieme con la sorella, al lavoro redazionale dell'Archivio di psichiatria, la rivista scientifica fondata dal padre nel 1880 e da lui diretta, sulla quale pubblicò alcuni articoli a carattere antropologico e pedagogico.
Risalgono agli anni giovanili anche le prime esperienze letterarie, con la collaborazione al «Fanfulla della domenica», alla «Gazzetta letteraria», a «Vita moderna». Ben presto l'attenzione e gli interessi di Paola si concentreranno sul mondo dell'infanzia, sulla pedagogia, psicologia e letteratura infantili e a questi temi si dedicherà in maniera pressoché esclusiva
negli anni della maturità.

## L'adesione al socialismo e l'attività giornalistica
La conoscenza e la frequentazione di Anna Kuliscioff influenzarono profondamente sia lei sia la sorella Gina che, come testimoniano entrambe nei loro racconti autobiografici, ne restano profondamente colpite e affascinate.  L'incontro con quella che Paola definisce "la mia signora" - donna laureata, autonoma professionalmente e già proiettata verso la vita pubblica - rappresenta l'apertura di nuovi orizzonti per le due ragazze, le cui esperienze intellettuali e sociali - pur molto stimolanti - erano state legate fino a quel momento esclusivamente alla cerchia familiare e alle figure maschili, il padre in primis.
Anna Kuliscioff introduce in casa Lombroso l'attualità politica e il dibattito economico, insieme con le idee socialiste e l'impegno a favore delle classi subalterne, tutte tematiche verso le quali lo stesso Lombroso esprimerà poi un forte interesse.
Altra figura di spicco che frequenta la casa e in quegli stessi anni aderisce alle idee socialiste è Guglielmo Ferrero, futuro marito di Gina. Ben presto Paola si dedica a un'intensa attività giornalistica, collaborando alla stampa socialista («Il grido del popolo», «Per l'idea», «Germinal») con schizzi e racconti a carattere didascalico-propagandistico. Successivamente scriverà anche sul quotidiano del Partito socialista, l'Avanti!.
Determinate a impegnarsi concretamente nella lotta all'analfabetismo, nel 1896 le sorelle Lombroso fondano a Torino un'istituzione, "Scuola e famiglia", per assistere e sostenere gli alunni delle scuole elementari. L'iniziativa nasce da un suggerimento di Anna Kuliscioff, che aveva parlato loro di un'analoga istituzione milanese. L'istituzione ebbe molto successo e si diffuse e ampliò fino a coinvolgere tutte le scuole elementari di Torino, sotto l'egida del Comune. L'esperimento educativo ebbe un influsso decisivo sulle teorie pedagogiche di Paola, e contribuì a stemperare il determinismo positivista - che inchioda la persona ai condizionamenti biologici - derivatole dalla formazione ricevuta alla scuola paterna e a orientarla a una prospettiva di trasformazione della vita individuale attraverso l'intervento pedagogico in età infantile.

## Il matrimonio
Il 10 febbraio 1899 Paola sposa un allievo di suo padre, Mario Carrara, medico e criminologo. Poco dopo il matrimonio la coppia si trasferisce a Cagliari nella cui università Carrara è stato nominato docente ordinario di medicina legale. I due faranno ritorno a Torino nel 1903.  Ebbero due figli, Enrico, nato nel 1900, e Maria Gina, nata nel 1902. Mario Carrara fu epurato dall'Università italiana per aver rifiutato il giuramento di fedeltà al fascismo.

## La fondazione delCorriere dei Piccoli
Prosegue ininterrotta per tutto il primo decennio del nuovo secolo l'intensa attività giornalistica di Paola Lombroso, che prende a collaborare con assiduità oltre che all'Avanti!, ai quotidiani Il Secolo, milanese, e Il Piccolo della sera di Trieste; saltuariamente scrive anche sulla torinese Gazzetta del Popolo.  Temi privilegiati dei suoi interventi l'attualità politica, la denuncia delle condizioni delle classi popolari, i problemi dell'assistenza e la possibilità di sviluppare una politica riformatrice.
Negli anni della maturità affianca, inoltre, all'attività giornalistica, l'impegno in una serie di iniziative culturali che rappresentano la messa in atto delle sue prospettive riformatrici, soprattutto nei confronti dell'infanzia.  Il mondo infantile, infatti, continua a essere il centro focale dei suoi interessi. A lei si deve l'ideazione di un giornale rivolto ai bambini che, in quanto emanazione di un grande organo d'informazione, sia dotato di una robusta organizzazione editoriale e di specifiche professionalità redazionali: individua nel Corriere della Sera il quotidiano adatto al suo progetto, che propone, nel 1906, a Luigi Albertini.
Il direttore del Corriere si mostra interessato e Paola Lombroso elabora un progetto culturale ed educativo per la futura rivista documentandosi sui periodici anglosassoni e francesi per ragazzi, individuando una prima rosa di collaboratori e identificando la possibile struttura editoriale della rivista. Tale collaborazione con la dirigenza del Corriere del Sera si rivela difficile e porterà, alla fine del 1908, alla nascita del Corriere dei Piccoli. Tuttavia all'interno del nuovo giornale Paola Lombroso non ricoprirà incarichi paragonabili al ruolo effettivamente svolto nella sua fondazione. Al termine di un lungo contenzioso con Albertini – nel quale Filippo Turati svolgerà un compito di “arbitrato amichevole”-  le verrà riconosciuto un incarico di collaborazione, anonima, che, a fronte di un compenso mensile, prevede la cura di rubriche fisse.  Una delle rubriche è la «Corrispondenza» che curerà firmandosi con lo pseudonimo di «Zia Mariù».

## Le "bibliotechine rurali"
La collaborazione con il Corriere dei Piccoli si interromperà definitivamente nel 1912. Da quel momento le sue energie saranno assorbite dalle "Bibliotechine rurali", l'esperienza di promozione della lettura giovanile degli alunni delle scuole di campagna, un'iniziativa da lei promossa attraverso le pagine del Corriere dei Piccoli, osteggiata dalla proprietà del giornale e all'origine della definitiva rottura.
Le "Bibliotechine rurali", nate nel 1909 da una campagna di sottoscrizione che «Zia Mariù» aveva lanciato attraverso il Corriere dei Piccoli, si prefiggevano di dotare le scuole di campagna di libri di lettura amena e, in tal modo, di contribuire a elevare il livello di istruzione dei ragazzi del popolo. L'esperimento riscosse un immediato successo e la campagna di finanziamento delle "bibliotechine" si estese rapidamente. I bambini lettori borghesi del "Corriere dei Piccoli" chiamati anche "cavalieri del libro", grazie alla gratuità del loro lavoro e del loro tempo, raccoglievano fondi e opere letterarie adatte all'utenza delle scuole rurali e ne seguivano nel tempo gli sviluppi diventando "patroni" delle scuole. L'iniziativa produsse legami d'amicizia tra bambini di provenienze sociali diverse ed entusiasmo nel corpo insegnante. Furono soprattutto le giovani maestre, formatesi nel clima di rinnovamento pedagogico di inizio secolo, a capire l'importanza di diffondere nei bambini l'interesse per la lettura come volano di alfabetizzazione, di elevazione culturale e di emancipazione sociale delle classi subalterne. Terminata la collaborazione per il "Corriere dei Piccoli", Paola Lombroso proseguirà l'iniziativa fondando il proprio foglio "Bollettino delle Bibliotechine Rurali" che con alterne vicende dirigerà fino al 1934. il progetto di educazione alla lettura relativo alle Bibliotechine sarebbe stato ripreso da Paola Lombroso dopo la seconda guerra mondiale grazie anche all'apporto di Ada Prospero Marchesini Gobetti e si esaurì definitivamente nel 1954 con la morte di Paola. Nonostante le prove e le amarezze, nella propria vecchiaia Paola Lombroso ricordò il progetto educativo delle bibliotechine rurali come "l'esperienza che mi ha infiorato la vita" e per la quale "son contenta di aver vissuto" (S. Fava, Piccoli lettori del Novecento, cit., p. 233)

## Opere
- La mia Signora, in «Cenerentola. Giornale pei fanciulli», nn. 3, 4, 5, 6, (1893).
- Saggi di psicologia del bambino, con prefazione di Cesare Lombroso, Torino, Roux, 1894.
- I segni rivelatori della personalità, Torino, Bocca, 1902. 3ª ed. 1923.
- La	 vita dei bambini, Torino, Bocca, 1904.
- Storia per voi bambini di zia Mariù, Milano, Mondadori, 1922.
- Storia di una bambina e di una bambola illustrata da Edina Altara, Torino, S.A.S., 1952.